# ماثيو لويس (صحفي)
ماثيو لويس (بالإنجليزية: Matthew Lewis)‏ هو صحفي ومصور أمريكي، ولد في 1930.